# 低點 (伊利諾伊州)
低點（英語：Lowpoint）是位於美國伊利諾伊州伍德福德縣的一個非建制地區。該地的面積和人口皆未知。

## 地理
低點的座標為40°52′21″N 89°18′48″W / 40.87250°N 89.31333°W，而該地的平均海拔高度為219米（即719英尺）。